# Dê Di L'Aquila
Dê Di L'Aquila, còn được gọi với cái tên khác là Dê Capra di L'Aquila là một giống bản địa thuộc nhóm dê nhà có nguồn gốc từ tỉnh L'Aquila, ở Abruzzo, thuộc miền nam nước Ý. Giống dê này chỉ được nuôi dưỡng ở tỉnh này. Dê Di L'Aquila là một giống dê không đồng nhất với các đặc điểm biến đổi, cho thấy ảnh hưởng của việc hòa nhập của các giống dê khác như Dê Alpina Comune, Dê Girgentana, Dê Malta và Dê Toggenburg.
Giống dê này có kích thước lớn, khỏe mạnh và sinh sản nhiều. Việc chăn nuôi dê giống này được mở rộng: các cá thể dê giống này được chăn thả trên đồng cỏ núi và những tháng mùa đông được đưa đế nơi trú ẩn để bảo vệ chúng khỏi tuyết.
Di L'Aquila là một trong bốn mươi ba giống dê dê Ý có phân bố hạn chế, trong đó một đàn dê được lưu giữ bởi Associazione Nazionale della Pastorizia, hiệp hội chăn nuôi cừu và dê quốc gia Ý. Năm 1983, tổng số lượng dê Di L'Aquila được ước tính nằm trong khoảng từ 5000 đến 6000 con. Cuốn sách về giống được xuất bản vào năm 2002, nhưng không có cá thể dê giống này nào được ghi nhận trong nhiều năm, vào năm 2007, số lượng dê Di L'Aquila được báo cáo là 590 con.

## Sử dụng
Di L'Aquila cho năng suất khoảng 250–300 kg sữa cho mỗi chu kỳ, ở các con cái đẻ nhiều lứa thì chu kỳ kéo dài trung bình 210 ngày. Dê được giết mổ với trọng lượng 8–9 kg.